# 카낙족

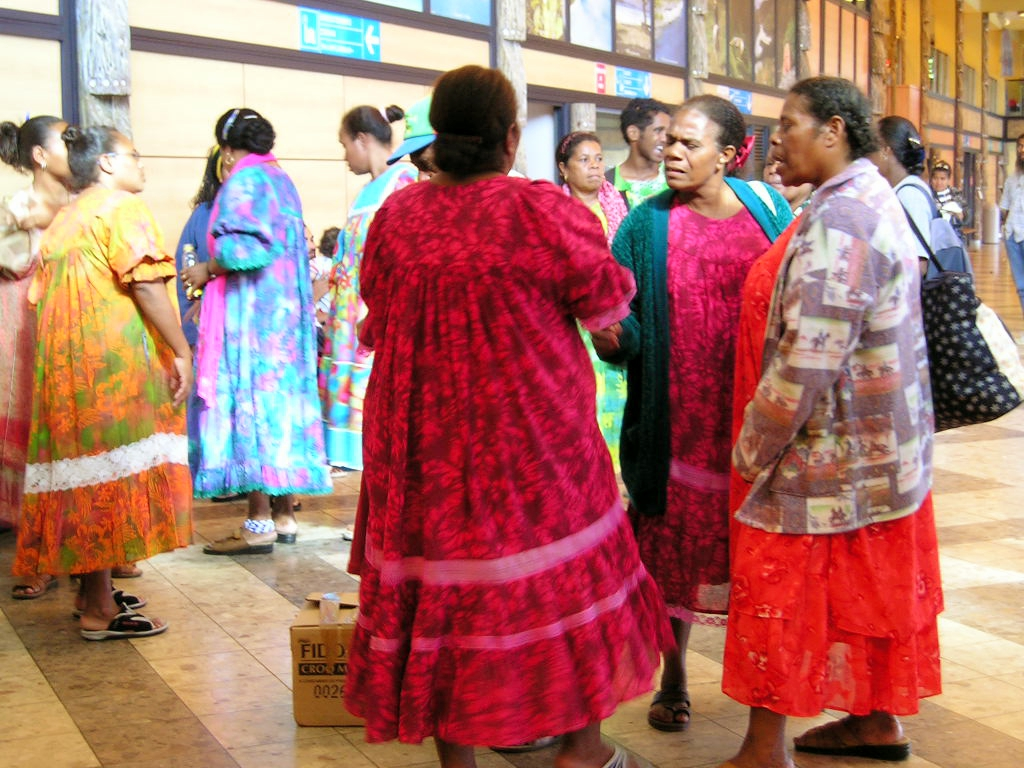
카낙족 여성들

카낙족(Kanak) 또는 카나크족(Canaque)은 프랑스령 누벨칼레도니 토착의 멜라네시아계 민족이다. 이들은 유럽인들이 도착하기 전까지 작은 단위로 나뉘어 살았고 언어도 오스트로네시아어족의 누벨칼레도니어군에 속하는 수많은 종류의 언어들을 사용하였으나, 1853년 프랑스의 누벨칼레도니 식민지가 형성된 이후 외부인과 대립되는 원주민으로서 공통의 정체성을 형성하기 시작하였다.
1956년 누벨칼레도니가 프랑스의 해외 영토로 완전히 합병된 이후 카낙족 민족주의자들은 독립을 위한 운동을 벌여 왔다.

## 같이 보기
- 누벨칼레도니
- 니바누아투
- 카나카